# L'inspecteur ne renonce jamais
Pour les articles homonymes, voir The Enforcer.
Série L'Inspecteur Harry
Magnum Force
(1973) Le Retour de l'inspecteur Harry
(1983)
Pour plus de détails, voir Fiche technique et Distribution.
L’inspecteur ne renonce jamais (The Enforcer) est un film américain réalisé par James Fargo et sorti en 1976. Il s'agit du troisième film de la série L’Inspecteur Harry.

## Synopsis
Quelques années après avoir vaincu l'escadron de la mort, Harry Callahan enquête sur un groupe terroriste appelé la « Force de Frappe du Peuple » (People's Revolutionary Strike Force en VO), dont le chef Bobby Maxwell est vétéran du Vietnam et rayé de l'armée à cause de sa schizophrénie. Cette organisation extrémiste réclame deux millions de dollars à la ville de San Francisco.
Irrité par la violence qu'utilise Harry ainsi que par les dégâts qu'il a faits lors d'une prise d'otage au début du film, le capitaine McKay décide de le muter au service du personnel. Il fait partie du jury pour un examen d'embauche, où le maire a donné l'ordre d'accepter cinq hommes et trois femmes futurs inspecteurs. Harry décourage une des candidates, Kate Moore, qui n'a aucune expérience du terrain, à devenir inspecteur. Néanmoins, Kate est embauchée d'office et devient le second de Callahan.

## Fiche technique
Sauf indication contraire, les informations mentionnées dans cette section peuvent être confirmées par la base de données cinématographiques IMDb,  présente dans la section « Liens externes ».
- Titre francophone : L’inspecteur ne renonce jamais
- Titre original : The Enforcer
- Titres de travail : Moving Target et Dirty Harry III[2]
- Réalisation : James Fargo
- Scénario : Stirling Silliphant et Dean Riesner (d'après les personnages créés par Harry Julian Fink (en) et R. M. Fink (en))
- Histoire : Gail Morgan Hickman (en) et S.W. Schurr
- Musique : Jerry Fielding
- Direction artistique : Allen E. Smith
- Montage : Ferris Webster et Joel Cox
- Directeur de la photographie : Charles W. Short
- Production : Robert Daley
- Sociétés de production : The Malpaso Company et Warner Bros.
- Distribution : Warner Bros.
- Pays de production :  États-Unis
- Format : Technicolor - son mono
- Genre : policier, thriller
- Durée : 93 minutes
- Dates de sortie[3] :
  - États-Unis : 22 décembre 1976
  - France : 20 avril 1977
- Affiches : Bill Gold (États-Unis), Jean Mascii (France)

## Distribution

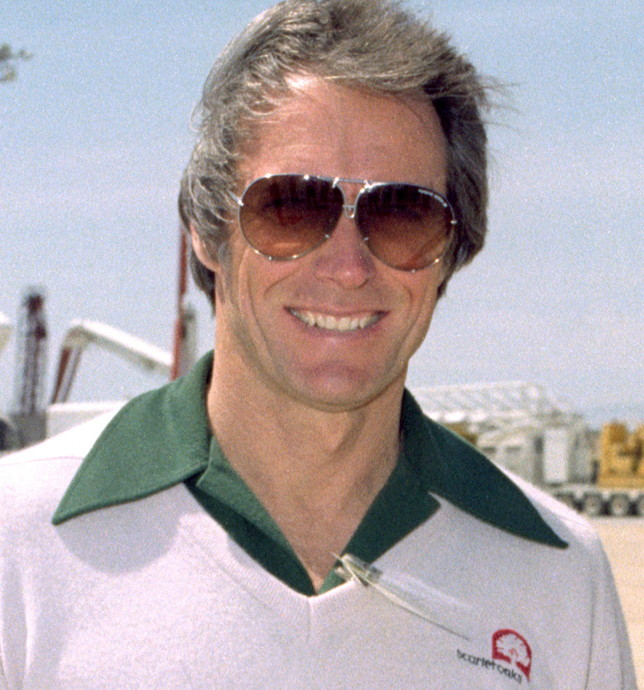
Clint Eastwood

- Clint Eastwood (VF : Jean-Claude Michel) : inspecteur Harry Callahan
- Tyne Daly (VF : Chantal Jolis) : inspecteur Kate Moore
- Harry Guardino (VF : Jacques Thébault) : lieutenant Al Bressler
- Bradford Dillman (VF : Philippe Ogouz) : capitaine McKay
- John Mitchum (VF : Paul Mercey) : inspecteur Frank DiGiorgio
- DeVeren Bookwalter (VF : Francis Lax) : Bobby Maxwell
- John Crawford (VF : Henri Poirier) : le maire
- Samantha Doane (VF : Francine Lainé) : Wanda
- Robert Hoy (en) (VF : Michel Gatineau) : Buchinski
- Jocelyn Jones (VF : Marion Loran) : Miki Waleska
- Michael Cavanaugh (VF : Michel Bedetti) : Lalo
- Dick Durock (VF : Pierre Arditi) : Karl
- Ron Manning (VF : Pierre Arditi) : Tex
- M.G. Kelly (en) (VF : Bernard Murat) : Père John
- Nick Pellegrino (VF : Michel Creton) : Martin, l'assistant du maire
- Albert Popwell (VF : Med Hondo) : Big Ed Mustapha
- Terry McGovern (VF : Sady Rebbot) : le D.J.
- Tim Burrus (VF : Claude Dasset) : Henry Lee Caldwell, le poseur de bombes
- Brian Fong (VF : Jacques Chevalier) : l'accompagnateur du groupe d'enfants
- Kenneth Boyd (VF : Serge Sauvion) : Abdul
- Bernard Glin (VF : Albert Augier) : Koblo
- Adele Proom (VF : Ginette Pigeon) : Irène DiGiorgio
- Robert Behling (VF : Marc François) : le médecin légiste
- Jan Stratton (VF : Paula Dehelly) : Mme Grey, la conseillère aux affaires sociales
- Jerry Walter (VF : Henry Djanik) : Krause
- Glenn Leigh Marshall (VF : Jacques Richard) : sergent instructeur
- William McMillan (VF : William Sabatier) : lieutenant dobbs, président de la commission de recrutement des inspecteurs
- Steve Eoff (VF : Dominique Collignon-Maurin) : Bustanoby, candidat inspecteur
- Joe Bellan (VF : Paul Bisciglia) : Freddy, le simulateur
- Rudy Ramos (VF : François Leccia) : Mendez, le preneur d'otages de la supérette
- Gloria Prince (VF : Perrette Pradier) : l'employée du salon de massage
- Stan Richie (VF : Pierre Garin) : opérateur pont mobile
- Bill Ackridge (VF : Claude Joseph) : Andy, agent de la compagnie électrique
- John Roselius : le chauffeur du maire
- Chuck Hicks : Huey
- Fritz Manes : un policier
- Joe Spano : Mitch (non crédité)
- George Cheung : un voleur (non crédité)

## Production

### Genèse et développement
Le premier script, intitulé Moving Target, est écrit par deux jeunes étudiants en cinéma de San Francisco, Gail Morgan Hickman et S. W. Schurr. Fans des deux premiers films, ils s'inspirent du kidnapping de Patricia Hearst en 1974 par l'Armée de libération symbionaise pour écrire leur scénario. Ne connaissant personne dans le milieu cinématographique, ils décident de se rendre au restaurant de Clint Eastwood à Carmel-by-the-Sea, le Hog's Breath Inn. Ils le donnent à l'associé de Clint Eastwood qui, d'abord réticent, le donne à l'acteur. Ce dernier est séduit par l'idée globale, malgré quelques retouches à prévoir.
Clint Eastwood devait à l'origine réaliser lui-même le film. Mais en raison de son implication sur Josey Wales hors-la-loi, il décide de faire confiance à James Fargo, son assistant réalisateur sur ses deux précédents films.

### Tournage
Le tournage a lieu principalement à San Francisco, mais également à Fort Baker (en), Mill Valley et sur l'Île d'Alcatraz.

### Musique
Albums de Jerry Fielding
Josey Wales hors-la-loi
(1976) La Chouette Équipe
(1976)
Bandes originales de L'Inspecteur Harry
Magnum Force
(1973) Le Retour de l'inspecteur Harry
(1983)
La musique du film est composée par Jerry Fielding. C'est le seul film de la saga où la musique n'est pas composée par Lalo Schifrin.
| 1.  | Prologue / Main Title              | 3:20 |
| 2.  | Harry's World                      | 1:03 |
| 3.  | Warehouse Heist                    | 5:20 |
| 4.  | Code Blue                          | 1:16 |
| 5.  | Rooftop Chase                      | 6:20 |
| 6.  | Raid On Mustafa                    | 1:17 |
| 7.  | Kidnap Zap                         | 3:46 |
| 8.  | Tiffany's Number Eleven            | 3:18 |
| 9.  | The Shooting Nun                   | 1:15 |
| 10. | Alcatraz Encounter                 | 4:26 |
| 11. | Death On The Rock                  | 3:06 |
| 12. | Finale (Elegy For Inspector Moore) | 3:00 |
| 13. | Finale (Alternate)                 | 2:56 |

## Sortie et accueil

### Box-office
Lors de sa sortie, L'inspecteur ne renonce jamais rencontre un succès commercial majeur, rapportant 8 851 288 $ la première semaine d'exploitation, un record pour un film de Clint Eastwood à l'époque. Il a rapporté un total de 46 236 000 $ aux États-Unis et au Canada, ce qui en fait le neuvième film le plus rentable de 1976. Au total, ce chiffre en a fait le film le plus rentable de la série L'Inspecteur Harry pendant sept ans jusqu'à la sortie de Sudden Impact (1983). 
En France, le long-métrage totalise 342 055 entrées, étant le moins bon résultat au box-office de la franchise.

## Commentaires

### Accusation de plagiat
Un auteur accuse Clint Eastwood de plagiat pour le titre du film, The Enforcer. Clint Eastwood se défendit en précisant que le titre était un hommage au titre original du film La Femme à abattre avec Humphrey Bogart sorti en 1951.

### Version française
Dans la VF, pour simplifier la prononciation, Harry ne se fait plus appeler Callahan, mais Callagan. Il reprendra sa prononciation d'origine dans les deux films suivants.
Il est fait mention de projets d'attentats sur la centrale nucléaire de Fessenheim, celle-ci est encore en construction à la sortie du film et le 1er réacteur sera mis en service en 1977.